# Il film Pokémon - Diancie e il bozzolo della distruzione
Il film Pokémon - Diancie e il bozzolo della distruzione (劇場版ポケットモンスター XY 破壊の繭とディアンシー?, Gekijōban Poketto Monsutā Ekkusu Wai Hakai no Mayu to Dianshī, Pokémon XY il film: Il Bozzolo della Distruzione e Diancie) è un film d'animazione del 2014 diretto da Kunihiko Yuyama.
Si tratta del diciassettesimo film basato sull'anime Pokémon. Il lungometraggio è stato proiettato in Giappone a partire dal 19 luglio 2014. Negli Stati Uniti d'America la trasmissione è avvenuta l'8 novembre 2014 sull'emittente televisiva Cartoon Network. In Italia il film è stato proiettato dal 21 al 24 febbraio 2015, distribuito da Lucky Red.
I protagonisti del lungometraggio sono i Pokémon leggendari Xerneas, Yveltal e Diancie. Sono inoltre presenti le megaevoluzioni di Absol e Scizor e diversi Carbink. Diancie e Carbink appaiono inoltre in un episodio speciale dal titolo Diancie - Principessa del regno dei Diamanti della durata di circa 5 minuti, disponibile in lingua originale su YouTube a partire dal 17 luglio 2014 e pubblicato sul sito ufficiale nel novembre 2014, che costituisce il prequel del film.
Al film è associato il cortometraggio Pikachu, che chiave è questa? che vede protagonisti Pikachu, Dedenne e Klefki.
In occasione della proiezione giapponese del film, a partire dal 5 giugno 2014 viene distribuito tramite Nintendo eShop un software per Nintendo 3DS incentrato sui personaggi presenti nel lungometraggio.

## Trama
Diancie vive nel Regno di Diamante insieme a numerosi esemplari di Carbink. Il più anziano di quattro esemplari, Dazio, mostra al Pokémon leggendario il Cuore di Diamante, che presto perderà il suo potere, e racconta come, in passato, Xerneas ha salvato la Foresta Tuttaterra con Aurafolletto, suggerendo a Diancie di cercare il Pokémon Creazione, che può aiutarla utilizzando la sua abilità.
Nel frattempo, Ash Ketchum sta lottando nella città di Avignon con i suoi Pokémon Pikachu, Froakie e Hawlucha. Al termine della battaglia, Ash corre in soccorso di Diancie, che verrà tratta in salvo da Ash dalle grinfie di due ladri di Pokémon: Raffi e Fidia. La principessa Pokémon fa successivamente conoscenza degli amici dell'allenatore. Dalle informazioni del Pokédex, emerge che Diancie è un Pokémon raro in grado di produrre diamanti e, per questo motivo, il Team Rocket è intenzionato a rapirla.
Jessie, James e Meowth riescono a imprigionare Diancie all'interno di un sacco e, portata alla torre dell'orologio, la convincono a produrre diamanti. Il Pokémon leggendario ne sforna tantissimi, lasciando soddisfatti il trio di malfattori e, con l'aiuto di un'allenatrice, riesce a tornare da Ash e i suoi amici Serena, Lem e Clem, a cui spiega che non è ancora in grado di produrre gemme permanenti ed è alla ricerca di Xerneas. I ragazzi e Diancie si mettono in viaggio, trascorrendo anche del tempo facendo shopping. Tuttavia, vengono raggiunti, prima da tre Carbink e poi da Raffi e Fidia. Dopo essere scappati a bordo di un Rhyhorn, Serena, Lem e Clem si trovano a dover difendere Diancie, aiutati dai Carbink, dai loro Pokémon e quelli di Ash, oltre che da Milli e Arsenio Acciaio.
Dopo aver mostrato ai suoi amici il Regno di Diamante che, nel frattempo, ha iniziato a sgretolarsi, Diancie viene motivata da Ash e torna alla ricerca di Xerneas, giungendo alle porte della Foresta Tuttaterra. All'interno del bosco, vive il Pokémon leggendario Yveltal, racchiuso nel suo bozzolo. Diancie raggiunge comunque Xerneas e riesce a beneficiare dell'abilità del Pokémon. Una volta ottenuto il potere, Arsenio e Milli decidono di rapire Diancie, ma vengono intercettati da Raffi e Fidia. Ne segue una lunga battaglia tra i tre allenatori, a cui partecipa anche Ash, mentre il Team Rocket assiste allo scontro, che viene interrotto dal risveglio di Yveltal.
Il Pokémon Distruzione rade al suolo la foresta, pietrificando persone e Pokémon. L'unico modo in cui Diancie riesce ad impedire ad Yveltal di colpire i suoi amici è quello di effettuare la megaevoluzione e proteggerli con un enorme diamante. Dopo aver distrutto anche il velivolo di Arsenio, Yveltal viene fronteggiato da Xerneas. Placata la sua furia, il Pokémon leggendario decide di volare via. Durante lo scontro, tuttavia, Pikachu è rimasto colpito da uno degli attacchi del Pokémon Distruzione e finisce per diventare anche lui di pietra. Il Pokémon Creazione provvede ad annullare l'incantesimo, liberando uomini e Pokémon e ricostruendo la foresta, trasformandosi infine in un maestoso albero.
Tornata nel Regno di Diamante, Diancie produce un nuovo Cuore di Diamante e saluta i suoi amici. Clem scopre che il primo diamante che la principessa aveva prodotto non è scomparso, contrariamente a quanto previsto. In realtà, la gemma si è trasformata in una Megapietra, permettendo a MegaDiancie di affrontare Yveltal. Durante titoli di coda, Raffi si dichiara a Fidia, mentre Arsenio e Milli Acciaio aprono un negozio di cioccolatini.

## Ambientazione
L'ambientazione del lungometraggio è basata sulle località del Canada. La città di Avignon trae spunto da Château Frontenac, sebbene sia ispirata al Palazzo dei Papi di Avignone, da cui il nome. La Foresta Tuttaterra ricorda le cascate del Niagara.

## Cortometraggio
Pikachu, che chiave è questa? (ピカチュウ、これなんのカギ？?, Pikachu, What's This Key For?) è il ventiseiesimo cortometraggio dei Pokémon. Distribuito in Giappone insieme al film Diancie e il bozzolo della distruzione, è stato trasmesso in inglese su Pokémon TV nel febbraio 2015 con il titolo Pikachu, What's This Key?. Nel corto sono presenti i Pokémon leggendari Victini, Manaphy, Jirachi e Darkrai.